# Hotel New York
Hotel New York är ett musikalbum av den nederländska sångerskan Anouk från 2004.

## Låtlista
1. Girl
2. Heaven Knows
3. More Than You Deserve
4. Falling Sun
5. Lost
6. Alright
7. Help
8. Our Own Love
9. Jerusalem
10. One World
11. I Spy
12. Fading